# British Steel Tour
Biritish Steel Tour – druga trasa koncertowa grupy muzycznej Judas Priest, w jej trakcie odbyło się dwadzieścia koncertów.
1. 7 marca 1980 – Cardiff, Walia – Cardiff University
2. 8 marca 1980 – Leeds, Anglia – Leeds University
3. 9 marca 1980 – Bristol, Anglia – Colston Hall
4. 10 marca 1980 – Manchester, Anglia – Manchester Apollo
5. 11 marca 1980 – Sheffield, Anglia – City Hall
6. 12 marca 1980 – Sheffield, Anglia – City Hall
7. 13 marca 1980 – Leicester, Anglia – De Montfort Hall
8. 14 marca 1980 – Londyn, Anglia – Hammersmith Odeon
9. 15 marca 1980 – Londyn, Anglia – Hammersmith Odeon
10. 16 marca 1980 – Southampton, Anglia – Gaumont Theatre
11. 18 marca 1980 – Aberdeen, Szkocja – Capitol Theatre
12. 19 marca 1980 – Edynburg, Szkocja – Edinburgh Odeon
13. 20 marca 1980 – Newcastle upon Tyne, Anglia – City Hall
14. 21 marca 1980 – Newcastle upon Tyne, Anglia – City Hall
15. 22 marca 1980 – Glasgow, Szkocja – Apollo Theatre
16. 23 marca 1980 – Queensferry, Walia – Deeside Leisure Centre
17. 25 marca 1980 – Stoke-on-Trent, Anglia – Trentham Gardens Grand Hall Theatre
18. 26 marca 1980 – Birmingham, Anglia – Birmingham Odeon
19. 27 marca 1980 – Birmingham, Anglia – Birmingham Odeon
20. 21 kwietnia 1980 – Mannheim, Niemcy – Museensall